# Luis Ernesto Franco
Luis Ernesto Franco Tiznado (Tepic, 21 de diciembre de 1983) es un actor, escritor, productor y modelo mexicano.

## Biografía
- Tras el divorcio de sus padres, “El Güero” se vio obligado a elegir con quién quedarse y ese cambio generó inestabilidad emocional en su niñez  .
- Ha comentado que, alrededor de los 7 años, ya llevaba “heridas que no entendía” y tuvo que tomar decisiones propias de un adulto  .

Trauma y abuso
- A los 7 años sufrió abuso; lo mantuvo en silencio durante mucho tiempo, lo que marcó profundamente su niñez .
- A los 11 años se mudó con su mamá, pero un año después ella lo “echó de casa”, dejándolo sin un lugar estable donde vivir  .

Superación y sanación
- Durante su adolescencia y juventud, enfrentó depresión y problemas de adicción, llegando a intentar quitarse la vida a los 30 años  .
- Con el tiempo, trabajó en su proceso personal, encontró sanación y logró construir una vida basada en la resiliencia y el perdón.

En el 2015 se casó y tuvo un hijo . El matrimonio se terminó en el 2018 y actualmente está con Roza y tienen un bebé.
Desde los 18 años vive en la Ciudad de México, donde inicia sus estudios como actor en el Centro de Formación Actoral (CEFAC). Allí es alumno de maestros como Raúl Quintanilla, Héctor Mendoza o Dora Cordero. Al egresar de la escuela forma parte de la obra de teatro Te odio, escrita por Ximena Escalante y dirigida por Dora Cordero. Es uno de los fundadores de la casa productora Los Güeros Films.

## Filmografía

### Televisión
| Año       | Título                   | Personaje                                                          |
| --------- | ------------------------ | ------------------------------------------------------------------ |
| 2003      | La hija del jardinero    | Orlando                                                            |
| 2004      | Soñarás                  | Valdimir Oroño                                                     |
| 2005      | Top Models               | Tadeo Enríquez                                                     |
| 2006      | Campeones de la vida     | Valentín D'Alessandro                                              |
| 2007      | Sin vergüenza            | Enrique "Kike"                                                     |
| 2008-2009 | Secretos del alma        | Alejandro "Álex" Lascurain                                         |
| 2010      | Vidas robadas            | Francisco Palacios                                                 |
| 2011-2012 | A corazón abierto        | Dr. Augusto Maza                                                   |
| 2013      | Secretos de familia      | Andrés Ventura Morientes                                           |
| 2014      | Camelia la Texana        | Gerardo Robles "El Alacrán"                                        |
| 2015-2016 | Bajo el mismo cielo      | Rodrigo Martínez "El Faier"                                        |
| 2016-2018 | Señora Acero, la coyote  | Daniel Philips "El Gringo"                                         |
| 2018      | Ingobernable             | Santiago Salazar D'Olhaberriague                                   |
| 2018-2021 | Falsa identidad          | Diego Hidalgo Virrueta "El Güero" / Emiliano Guevara / Oliver Dunn |
| 2022-2024 | Señorita 89              | Mirko                                                              |
| 2023      | Máscara contra caballero | Alex Gorostiza                                                     |
| 2023      | La pelotaris 1926        | Sibilio Gutiérrez                                                  |
| 2023      | Madre de alquiler        | Carlos Huizar                                                      |
| 2023      | Cualquier parecido       | Invitado                                                           |
| 2023      | Pacto de sangre          | Marco                                                              |
| 2023      | ¿Qué dicen los famosos?  | Invitado                                                           |
| 2024      | Accidente                | Ulises Quijada                                                     |

### Cine
- Se busca papá (2020)
- Malacopa (2020)
- El testamento de la Abuela (2020)
- La Boda de la Abuela (2019)
- El cumple de la Abuela (2016)
- Lo que podríamos ser (2014) - Santiago
- Obediencia perfecta (2014) - Padre Robles
- No sé si cortarme las venas o dejármelas largas (2013) - Félix
- Tlatelolco, Verano de 68 (2013) - Alducín
- Colosio: El asesinato (2012) - Pedro
- Los inadaptados (2011) - Gilberto
- 2033 (2009) - Milo
- Tres piezas de amor en un fin de semana (2009) - Joaquín
- Amar (2009) - Carlos
- Pamela por amor (2008)
- El garabato (2008)
- Esperanza (2004)

## Presentador
- Ultimate Beastmaster 1 - Presentador Mexicano (2017)
- Ultimate Beastmaster 2 - Presentador mexicano (2018)
- Ultimate Beastmaster 3 - Presentador Mexicano (2018)

## Productor

### Productor ejecutivo
- La boda de la abuela (2019) *El cumple de la abuela (2016)
- Lo que podríamos ser (2014)
- Cuatro lunas (2014)
- Detrás del poder (2013)
- Bajo tortura (2013)
- Los inadaptados (2011)
- Mejor ponte a trabajar (2010)
- Igual (2010)

### Productor asociado
- No sé si cortarme las venas o dejármelas largas (2013)

## Escritor
- Lo que podríamos ser (2014)